# 相模原市出身の人物一覧
相模原市出身の人物一覧（さがみはらししゅっしんのじんぶついちらん）は、Wikipedia日本語版に記事が存在する神奈川県相模原市出身の人物の一覧である。在住者や在住経験者・ゆかりのある人物も含む。

## スポーツ選手

### 野球
- 新垣勇人 - 投手
- 市川友也 - 捕手
- 伊藤克 - 投手（四国アイランドリーグplus・BCリーグ）
- 伊藤剛 - 投手
- 稲嶺茂夫 - 投手
- 大塚義樹 - 捕手
- 長内孝 - 内野手・外野手
- 小田嶋正邦 - 捕手・内野手
- 川岸強 - 投手
- 川口隼人 - 外野手
- 川口寛人 - 内野手
- 川越英隆 - 投手
- 菊地原毅 - 投手
- 近藤一樹 - 投手
- 塩見泰隆 - 外野手
- 菅野智之 - 投手
- 杉浦健二郎 - 投手（BCリーグ）
- 滝澤彩 - 投手・内野手（女子プロ野球選手）
- 筑川利希也 - 投手
- 鶴見信彦 - 内野手
- 原辰徳 - 内野手・外野手
- 左澤優 - 投手
- 深江真登 - 外野手
- 牧原巧汰 - 捕手
- 三好貴士 - 内野手（北米独立リーグ）
- 山田幸恵 - 高校野球指導者
- 渡辺伸治 - 捕手

### サッカー
- 荒木翔
- 伊藤健一
- 岩清水梓
- 宇野涼子
- 大田隼輔
- 神村奨
- 河野広貴
- 上米良柊人
- 雑賀友洋
- 酒井良
- 関田寛士
- 瀬沼優司
- 戸田和幸
- 中川勇人
- 野田恭平
- 樋口堅
- 本田拓也
- 三木隆司
- 南秀仁
- 宮本ともみ
- 山藤健太
- 山本理仁
- 山本丈偉

### その他
- 飯田章 - レーシングドライバー
- 石澤開 - プロボクサー
- 遠藤りつこ - 元Vリーグバレーボール選手
- 大石田謙治 - 元大相撲力士
- 尾形明紀 - レーシングドライバー
- 長田頼宗 - 競艇選手（東京支部所属）
- 落合真彩 - フレスコボール選手
- 片山右京 - 元F1ドライバー、登山家、自転車競技選手（相模原市名誉観光親善大使）
- 菊地奈々子 - プロボクサー
- 黒田アキヒロ - キックボクサー
- 後藤浩輝 - 日本中央競馬会騎手
- 小宮山友祐 - フットサル元日本代表主将
- 小山知良 - オートバイレーサー
- 小山美姫 - レーシングドライバー
- 齋藤仁美 - スピードスケート選手
- 齋藤慧 - スピードスケート選手
- 坂井丞 - 飛込競技
- 坂本かや - プロボウラー
- 白井空良 - スケートボード選手
- 末永雄太 - 水泳選手
- 角田裕毅 - F1ドライバー
- 初山翔 - 元プロ自転車競技選手
- 平本世中 - プロゴルファー
- 真壁刀義 - プロレスラー
- 町飛鳥 - 卓球選手
- 山家七恵 - プロボクサー
- 吉川美香 - 陸上競技選手
- 吉沢恋 - スケートボーダー
- 吉田弓美子 - プロゴルファー
- 渡辺桃 - プロレスラー
- 渡名喜風南 - 柔道家

## 政治家
- 尾崎行雄 - 衆議院議員、名誉議員（旧津久井町）
- 小林吉之助 - 東京都元八王子市長（旧上溝町）
- 本村賢太郎 - 相模原市長、衆議院議員、神奈川県議会議員
- 大森江里子 - 衆議院議員

## 行政
- 小川良介 - 第14代農林水産審議官、第10代農林水産省消費・安全局長、内閣府食品安全委員会事務局長
- 小塚郁也 - 防衛研究所主任研究官（国際安全保障研究者）。ゴラン高原国際平和協力隊に派遣。
- 君塚栄治 - 陸上幕僚長
- 斎藤英明 - 国際海事機関海洋環境保護委員会議長、OECDエコノミスト

## 芸能人
- 葵わかな - 俳優
- Asami - 歌手、元dos
- 安西ひろこ - タレント
- 石井亜早実 - ミュージカル俳優
- 石川セリ - 歌手
- 伊藤俊吾 - ミュージシャン、キンモクセイ
- 稲葉友 - 俳優
- 岩井小百合 - 歌手
- 榮倉奈々 - 女優
- 大瀧彩乃 - 元タレント
- 小沢健二 - ミュージシャン
- 柏倉つとむ - 声優
- 川上洋平 - ミュージシャン、[Alexandros]
- 川島だりあ - FEEL SO BAD
- 昨日のカレーを温めて（みんなのおさむ、だれかのやす） - お笑いコンビ
- 木村美穂 - お笑い芸人（阿佐ヶ谷姉妹）
- 倉沢淳美
- 古今亭佑輔 - 落語家
- 小室瑛莉子 - フジテレビアナウンサー
- 小山慶一郎 - NEWS
- 作間龍斗 - HiHi Jets
- 沙月愛奈 - 元宝塚歌劇団雪組娘役
- 佐藤哲也 - アナウンサー
- 塩野瑛久 - 俳優
- 澁谷祐太朗 - 宮崎放送アナウンサー
- 清水和博 - 俳優
- 田口淳之介 - 元 KAT-TUN
- 田原浩史 - テレビ朝日アナウンサー
- タブレット純 - 歌手、お笑いタレント
- 童子-T - 歌手
- 冨永愛 - ファッションモデル
- 長澤彩子 - アナウンサー
- 永田実 - アナウンサー
- 西川史子 - 医師、タレント
- 畠中祐 - 声優
- 日村勇紀 - バナナマン
- 本田みずほ - お笑い芸人
- まいちゃん - 元お笑い芸人
- 真木ことみ - 演歌歌手
- 山本はるきち - 元ルック

- れいた - ガゼットベーシスト

- 鈴々舎美馬 - 落語家
- 六角精児 - 俳優

## 文化人
- 佐藤紳哉 - 将棋棋士、棋士番号224。
- 芝野虎丸 - 囲碁棋士、日本棋院東京本院所属。
- 田崎真也 - ソムリエ
- 水無田気流 - 社会学者、詩人
- 森健 - ジャーナリスト、ライター（東京都生まれ）
- 森山開次 - 振付師、ダンサー

## 芸術家

### 文学・文芸
- 足立倫行（ノンフィクション作家）
- 沖藤典子（小説家）
- 河野典生（小説家）
- 加藤武雄（小説家）旧城山町
- 千石英世（評論家）
- 古山高麗雄（小説家）
- 森比左志（児童文学作家等）旧藤野町
- 南原幹雄（小説家）
- 寮美千子（小説家）

### 漫画家
- 秋竜山
- 秋里和国
- 栗城祥子
- くりきあきこ
- 高橋春男
- つくしあきひと
- 望月あきら
- 森義一

### その他
- 伊藤弘人 - 日本画家
- 江成常夫 - 写真家
- 川田祐子 - 洋画家
- せきぐちあいみ - VRアーティスト
- 富谷龍一 - 自動車工学技術者、工業デザイナー、画家
- 松橋利光 - カメラマン
- 安丸信行 - 特撮技術専門の造型家、彫刻家
- 雨穴 - ウェブライター、ホラー作家、 YouTuber

## その他
- 秋元里奈 - ビビッドガーデン起業家・創業者＆代表取締役社長。
- 奥田敦 - イスラム法学者
- 加藤馨 - ケーズデンキの前身・加藤電機商会の創業者。
- 八郷隆弘 - 本田技研工業社長、日本自動車工業会副会長、自動車公正取引協議会会長

## 在住有名人
- 石丸謙二郎 - 俳優
- 泉浩 - 柔道指導者
- 岩橋英遠 - 日本画家、文化勲章受章。
- 井出樹里 - トライアスロン北京・ロンドンオリンピック代表
- UA - 歌手
- 遠藤彰子 - 画家、安井賞
- 昨日のカレーを温めて -  お笑い芸人
- 倉田よしみ - 漫画家
- 輿石東 - 旧相模湖町。参議院議員。民主党参議院議員会長、民主党幹事長職務代行
- 小島光顕 - 元サッカー選手。サッカー指導者
- 白川和子 - 女優
- 菅原都々子 - 歌手。また相模原市民会館の敷地内に『月がとっても青いから』の歌碑が存在する
- 長野峻也 - 武術研究家
- 長野信一 - NHKテレビ・ラジオ体操指導者。相模原市市民文化表彰他
- 野村邦丸 - ラジオパーソナリティ、元文化放送アナウンサー
- 原晋 - 青山学院大学陸上競技部長距離ブロック監督、青山学院大学教授。相模原市「スポーツ宣伝大臣」[1]
- プレーク・ピブーンソンクラーム - 元タイ王国首相、相模原にて没
- 不破哲三 - 旧津久井町。元衆議院議員。日本共産党常任幹部会委員
- SIN - プロマジシャン
- 片山梨絵 - 女子自転車競技、一時期在住

### 戦時中に藤野町（現相模原市）に疎開していた画家・彫刻家
- 猪熊弦一郎（画家）
- 荻須高徳（画家）
- 藤田嗣治（画家）
- 脇田和（画家）

## そのほかゆかりの人物
- 高木由一 - 元プロ野球選手、元相模原市役所税務収納課職員